# 世界共产主义
世界共产主义（英語：World communism），又称全球共产主义、国际共产主义，是一种强调在国际范围而非单个国家实践的共产主义形式。世界共产主义的长期目标是建立一个无限制的全球共产主义社会，这个社会将是无阶级、无货币、无国家且非暴力的。实现这一目标的中期目标可能是通过建立一个由主权国家自愿组成的全球联盟，或者建立单一的全球性国家和世界政府。